# Elecciones provinciales de San Luis de 1942
Las elecciones generales de la provincia de San Luis de 1942 tuvieron lugar el domingo 11 de octubre de 1942 con el objetivo de elegir al gobernador provincial y a la mitad de los diputados provinciales, conformando los poderes ejecutivo y legislativo del país para el período 1942-1946. Tuvieron lugar en el marco de la Década Infame, en el que el régimen conservador gobernante se mantenía en el poder por medio del fraude electoral abierto. Por tal motivo, el principal partido de la oposición, la Unión Cívica Radical (UCR), boicoteaba los procesos electorales en los que consideraba que no tenía garantías, ocurriendo esto en el comicio sanluiseño.
Debido a esto, el Partido Demócrata Liberal (PDL), que era parte de dicha alianza y un sector interno del Partido Demócrata Nacional (PDN), fue la única fuerza política en disputar los comicios, con Reynaldo Pastor como candidato, siendo elegido sin oposición. Hubo solo 60 votos en blanco, que representaron un 0.32% del total emitido. Pastor asumió el 15 de noviembre de 1942.
Sin embargo, Pastor no pudo completar su mandato constitucional debido al golpe de Estado que tuvo lugar unos meses después, el 4 de junio de 1943, que depuso al régimen conservador e intervino todas las provincias, poniendo fin al período del fraude electoral. Dado que la provincia no fue intervenida con el golpe de 1930 debido a su gobierno favorable al mismo, Pastor se convirtió en el primer gobernador sanluiseño derrocado por un golpe de Estado, aunque permaneció en su cargo un tiempo después del golpe, cuando la provincia fue intervenida por el nuevo régimen el 20 de junio.

## Resultado por departamento
| Departamento       | Reynaldo Pastor (PDL) | Reynaldo Pastor (PDL) | Nulos/Blancos | Nulos/Blancos |
| Departamento       | Votos                 | %                     | Votos         | %             |
| ------------------ | --------------------- | --------------------- | ------------- | ------------- |
| La Capital         | 3.959                 | 99.65%                | 14            | 0.35%         |
| Coronel Pringles   | 1.604                 | 99.75%                | 4             | 0.25%         |
| General Pedernera  | 5.081                 | 99.45%                | 28            | 0.55%         |
| Chacabuco          | 1.665                 | 99.70%                | 5             | 0.30%         |
| General San Martín | 1.450                 | 100.00%               | 0             | 0.00%         |
| Junín              | 1.457                 | 100.00%               | 0             | 0.00%         |
| Ayacucho           | 2.341                 | 99.87%                | 3             | 0.13%         |
| Belgrano           | 1.021                 | 99.42%                | 6             | 0.58%         |